# .ru
.ru (код ISO 3166-1 alpha-2 для России, англ. Russia) — национальный домен верхнего уровня для России. В 2010 году был седьмым по популярности национальным доменом верхнего уровня.

## История
Российский домен .ru был делегирован 7 апреля 1994 года. Он был зарегистрирован позже некоторых других доменов стран бывшего СССР, так как в России к тому времени широко использовался домен .su, созданный в 1990 году.
Регистрации домена .ru предшествовало подписание соглашения «О порядке администрирования зоны RU», которое состоялось 4 декабря 1993 года на собрании крупнейших из существовавших в то время в России интернет-провайдеров: Demos Plus, Techno, GlasNet, SovAm Teleport, EUnet/Relcom, X-Atom, FREEnet. До этого в 1993 году некоторые из них пытались взять инициативу в свои руки и стать единоличными операторами домена, отправив несколько параллельных заявок в InterNIC, функционер которого Джон Постел, увидев это, потребовал скоординированных действий от всех представителей и не удовлетворил ни одну из заявок.
В результате операторы договорились о создании на базе КИАЭ организации РосНИИРОС (Российский научно-исследовательский институт развития общественных сетей), который был успешно признан оператором домена и регистрировал доменные имена в зоне .ru до 2000 года. День 7 апреля впоследствии стал известен как День Рунета и со временем стал отмечаться различными организациями, среди которых есть государственные.
Сначала домен .ru предполагался в качестве преемника домена .su: последний с момента возникновения домена .ru перестал принимать новые заявки, однако с 2002 года свободная регистрация возобновилась.
Первым сайтом в доменной зоне .ru стал каталог страниц на английском и русском языках Russia on the Net. Ресурс был создан одним из первых провайдеров в России — «Демос».
В 2006 году полномочия администратора зоны были переданы Координационному центру национального домена сети Интернет. Технические функции обслуживания домена выполнял «Технический центр Интернет».
Домен .ru стал первым национальным доменом верхнего уровня, используемым в эмблеме Зимних Олимпийских игр 2014.
В январе 2018 года оператором реестра доменов .ru и .рф стал «Ростелеком».

## Статистика

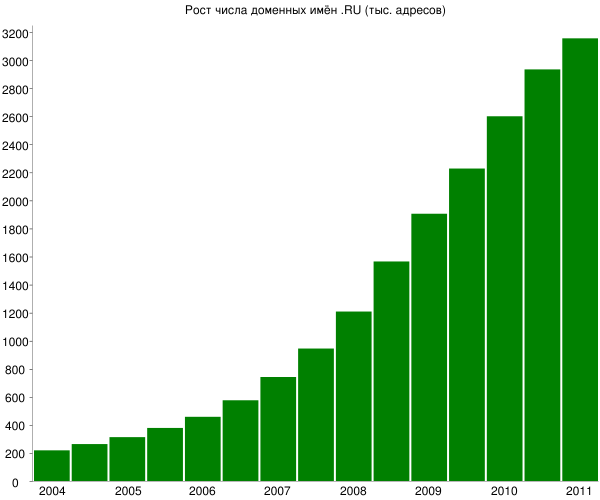
Рост числа доменных имён в зоне .RU с 2004 по 2011 годы. Шаг графика — полгода, данные взяты со [http://cctld.ru/ru/statistics/stat_more.php страницы координационного центра

17 сентября 2007 года в зоне .ru был зарегистрирован миллионный домен (и около 8 тыс. доменов за сутки). 22 марта 2009 года в зоне .ru был зарегистрирован 2-миллионный домен. 25 сентября 2010 года в зоне .ru было зарегистрировано 3-миллионное по счёту доменное имя. По данным CCTLD на 17 сентября 2012 года в домене «.ru» зарегистрировано более 4 млн доменных имён. На май 2015 года количество зарегистрированных доменных имён составило 4,9 млн. По данным информационно-аналитического сервиса «Пульс Рунета», аудитория пользователей российского интернет-сегмента в 2019 году составила 91,6 млн человек. В январе 2022 года в домене .ru зарегистрировано 5,03 млн доменных имён. По итогу 2022 года число доменов сократилось на 88,2 тыс. и составило 4,93 млн. По мнению экспертов, это могло быть связано с уходом из России иностранных компаний.

## Описание

### Регистрация
В домене .ru разрешена регистрация доменных имён второго уровня физическими лицами и организациями для любых законных целей; нет запрета на регистрацию доменов нерезидентами.
Максимальная длина доменов .ru составляет 63 символа (то есть самый последний домен состоит из 63 букв z и .ru на конце).
1 октября 2009 года вступили в силу изменения в регламенте регистрации доменных имён в зоне .ru, согласно которым при регистрации новых доменов необходимо предъявить копии соответствующих подтверждающих документов. Для продления уже зарегистрированных доменов в обязательном порядке такая проверка не производится, но может быть произведена в любой момент по запросу регистратора.
В случае отказа владельца предоставить идентификационные данные, делегирование домена приостанавливается, а через два месяца регистрация аннулируется.

### Техническая организация
Зона .ru обновляется 4 раза в сутки: в 2:00, 10:00, 14:00 и 19:00 (по московскому времени).  Зоны .su и .рф обновляются каждый нечётный час. Обновления зон занимают от нескольких минут до получаса. В этом случае процедура делегирования домена займёт от нескольких минут до 6 часов в зависимости от времени обновления данных в зоне верхнего уровня. Также следует обратить внимание, что на обновление данных на кеширующих DNS-серверах интернет-провайдеров может потребоваться дополнительно до нескольких суток.

## Домены второго уровня
Хотя прямая регистрация доменов второго уровня широко распространена, существует ряд доменов второго уровня, предназначенных для регистрации доменных имён третьего уровня в зависимости от типа организации и географического положения.

### Универсальные домены второго уровня
- .ac.ru — научные учреждения и высшие учебные заведения
- .com.ru — коммерческие организации
- .edu.ru — образование
- .gov.ru — федеральное правительство России
- .int.ru — международные организации
- .mil.ru — Министерство обороны России
- .net.ru — организации, связанные с Интернетом
- .org.ru — некоммерческие организации
- .pp.ru — физические лица

### Домены второго уровня для субъектов Российской Федерации
У некоторых субъектов есть несколько доменов второго уровня, а у других (не перечисленных ниже) их нет.
- .adygeya.ru — Адыгея
- .bashkiria.ru — Башкортостан
- .buryatia.ru, .ulan-ude.ru — Бурятия
- .grozny.ru — Чечня
- .cap.ru — Чувашия
- .dagestan.ru — Дагестан
- .nalchik.ru — Кабардино-Балкария
- .kalmykia.ru — Калмыкия
- .kchr.ru — Карачаево-Черкесия
- .karelia.ru, .ptz.ru — Республика Карелия
- .khakassia.ru — Хакасия
- .komi.ru — Республика Коми
- .mari-el.ru, mari.ru, .joshkar-ola.ru — Республика Марий Эл
- .mordovia.ru — Мордовия
- .yakutia.ru — Республика Саха
- .vladikavkaz.ru — Северная Осетия-Алания
- .kazan.ru, .tatarstan.ru — Татарстан
- .tuva.ru — Тува
- .izhsk.ru, .udmurtia.ru, .udm.ru — Удмуртия
- .altai.ru — Алтайский край
- .kamchatka.ru — Камчатский край (.palana.ru использовался Корякским автономным округом до его присоединения к Камчатскому краю)
- .khabarovsk.ru, .khv.ru — Хабаровский край
- .kuban.ru — Краснодарский край
- .krasnoyarsk.ru — Красноярский край
- .perm.ru — Пермский край
- .marine.ru, .vladivostok.ru — Приморский край
- .stavropol.ru, .stv.ru — Ставропольский край
- .chita.ru — Забайкальский край
- .amur.ru — Амурская область
- .arkhangelsk.ru — Архангельская область
- .astrakhan.ru — Астраханская область
- .belgorod.ru — Белгородская область
- .bryansk.ru — Брянская область
- .chelyabinsk.ru, .chel.ru — Челябинская область
- .ivanovo.ru — Ивановская область
- .irkutsk.ru — Иркутская область
- .koenig.ru — Калининградская область
- .kaluga.ru — Калужская область
- .kemerovo.ru — Кемеровская область
- .kirov.ru, .vyatka.ru — Кировская область
- .kostroma.ru — Костромская область
- .kurgan.ru — Курганская область
- .kursk.ru — Курская область
- .lipetsk.ru — Липецкая область
- .magadan.ru — Магаданская область
- .mosreg.ru — Московская область
- .murmansk.ru — Мурманская область
- .nnov.ru — Нижегородская область
- .nov.ru — Новгородская область
- .novosibirsk.ru, .nsk.ru — Новосибирская область
- .omsk.ru — Омская область
- .orenburg.ru — Оренбургская область
- .oryol.ru — Орловская область
- .penza.ru — Пензенская область
- .pskov.ru — Псковская область
- .rnd.ru — Ростовская область
- .ryazan.ru — Рязанская область
- .samara.ru — Самарская область
- .saratov.ru — Саратовская область
- .sakhalin.ru, .yuzhno-sakhalinsk.ru — Сахалинская область
- .e-burg.ru, .yekaterinburg.ru — Свердловская область
- .smolensk.ru — Смоленская область
- .tambov.ru — Тамбовская область
- .tver.ru — Тверская область
- .tomsk.ru, .tom.ru, .tsk.ru — Томская область
- .tula.ru — Тульская область
- .tyumen.ru — Тюменская область
- .simbirsk.ru — Ульяновская область
- .vladimir.ru — Владимирская область
- .volgograd.ru, .tsaritsyn.ru — Волгоградская область
- .vologda.ru — Вологодская область
- .cbg.ru, .voronezh.ru, .vrn.ru — Воронежская область
- .yaroslavl.ru — Ярославская область
- .mos.ru, .msk.ru — Москва
- .spb.ru — Санкт-Петербург
- .bir.ru, .jar.ru — Еврейская автономная область
- .chukotka.ru — Чукотский автономный округ
- .surgut.ru — Ханты-Мансийский автономный округ
- .yamal.ru — Ямало-Ненецкий автономный округ

### Другие географические домены второго уровня
Они были созданы до того, как были установлены правила для географических доменных имён второго уровня в .ru, и их пришлось включить в список.
- .amursk.ru — Амурск
- .baikal.ru — регион озера Байкал
- .cmw.ru — Кисловодск, Пятигорск, Ессентуки, Железноводск
- .fareast.ru — Дальний Восток России
- .jamal.ru — полуостров Ямал
- .kms.ru — Комсомольск-на-Амуре
- .k-uralsk.ru — Каменск-Уральский
- .kustanai.ru — Кустанай
- .kuzbass.ru — Кузбасский бассейн
- .magnitka.ru — Магнитогорск
- .mytis.ru — Мытищи
- .nakhodka.ru — Находка
- .nkz.ru — Новокузнецк
- .norilsk.ru — Норильск
- .snz.ru — Снежинск
- .oskol.ru — Старый Оскол
- .pyatigorsk.ru — Пятигорск
- .rubtsovsk.ru — Рубцовск
- .syzran.ru — Сызрань
- .tlt.ru — Тольятти
- .vdonsk.ru — Волгодонск